# Serpente monetario
Con l'espressione informale serpente monetario (detto anche serpente monetario europeo) si indica un accordo stipulato nel 1972 dagli Stati dell'allora Comunità economica europea (Germania Occidentale, Francia, Italia e Benelux) per mantenere un margine di fluttuazione predeterminato e ridotto tra le valute comunitarie e tra queste e il dollaro.

## Storia
I primi provvedimenti che portano al serpente monetario sono stabiliti il 21 marzo e vengono perfezionati nell'accordo di Basilea del 10 aprile. L'accordo, che entra in vigore il 24 aprile, imponeva margini di fluttuazione del 2,25% intorno alle parità monetarie delle valute degli stati membri, un valore dimezzato rispetto a quello stabilito dagli accordi di Washington. Il margine del 4,5% viene invece mantenuto per il cambio tra ciascuna valuta comunitaria e il dollaro.
Oltre ai sei Stati allora membri, il Regno Unito, l'Irlanda, la Danimarca e la Norvegia presero parte all'iniziativa.
Con l'accordo che diede corpo al serpente monetario gli stati membri si prefiggevano di garantire la stabilità monetaria necessaria a salvare il meccanismo dei prezzi di sostegno della politica agricola comune.
Con l'istituzione del Fondo Europeo di Cooperazione Monetaria (19-20 ottobre 1972) la Comunità europea predispone uno strumento per garantire il controllo delle fluttuazioni dei cambi. Il fondo, che può considerarsi come un tentativo di creare il primo organo bancario centrale, aveva lo scopo di contenere le situazioni di debito o credito delle banche centrali provocate dagli interventi di stabilizzazione dei cambi richiesti in ottemperanza all'accordo. Sarà seguito dall'Istituto monetario europeo (1º gennaio 1994), ed infine dalla Banca Centrale Europea (1º gennaio 1999).
Il meccanismo di controllo delle fluttuazioni venne in breve tempo travolto dal peggiorare della situazione economica. La crisi petrolifera del 1973 innescò un forte e generale aumento dei prezzi, il quale causò fluttuazioni nei cambi oltre i margini prestabiliti e provocò diversi ingressi e uscite temporanei di alcuni Paesi dal sistema.
Regno Unito e Irlanda ne uscirono nel giugno 1972, seguiti nel febbraio 1973 dall'Italia e nel gennaio 1974 dalla Francia. La lira italiana restò fuori dal sistema fino alla vigilia dell'entrata in funzione del Sistema monetario europeo, nel 1979.

## Contesto
L'accordo del 1972 nasce per garantire stabilità monetaria ed è la diretta conseguenza della fine della convertibilità del dollaro in oro decisa dal presidente Richard Nixon, che pone termine agli accordi di Bretton Woods. Il serpente monetario precorre l'istituzione del Sistema monetario europeo del 1978 ed è considerato il primo passo del percorso che condurrà all'unione monetaria e, infine, all'euro.

## Valutazione
L'istituzione del serpente monetario non ebbe i risultati desiderati.
Incapaci a contenere le fluttuazioni dei cambi e in disaccordo sulla politica economica da perseguire per contrastare gli effetti della crisi petrolifera, molti degli stati partecipanti abbandonarono il sistema durante la sua pur breve vita.
Solo il marco tedesco, il fiorino olandese, il franco belga e la corona danese restarono vincolati dagli accordi fino alla loro definitiva uscita di scena.
È tuttavia opinione diffusa che, nonostante le avverse condizioni economiche e valutarie incontrate, l'esperimento del serpente monetario europeo sia da valutare positivamente, in quanto segna l'inizio delle attività di coordinamento delle politiche economiche nazionali degli stati della Comunità economica europea ed apre la strada ai successivi sviluppi, come il Sistema monetario europeo.